# Omar Córdoba
Omar Federico Córdoba Quintero (ur. 13 czerwca 1994 w mieście Panama) – panamski piłkarz występujący na pozycji prawego obrońcy, reprezentant Panamy, od 2024 roku zawodnik Plaza Amador.